# Novoszibirszki metró
A novoszibirszki metró (oroszul: Новосибирский метрополитен, novoszibirszkiij metropoliten) Novoszibirszk városának 2 vonalból és 13 állomásból álló metróhálózata. 1986 januárjában adták át, ezzel a tizenegyedik metróhálózat lett a Szovjetunióban, és a negyedik Oroszországban. A 2017-es statisztikák szerint a harmadik legforgalmasabb oroszországi metró, Moszkva és Szentpétervár mellett.

## Története
Egy metróhálózat ötletei az 1960-as években fogalmazódtak meg, és 1979. május 12-én megkezdődtek az építkezési munkálatok. Az első öt állomás megépítése hét és fél évet vett igénybe, és a hálózatot végül 1986. január 7-én adták át.

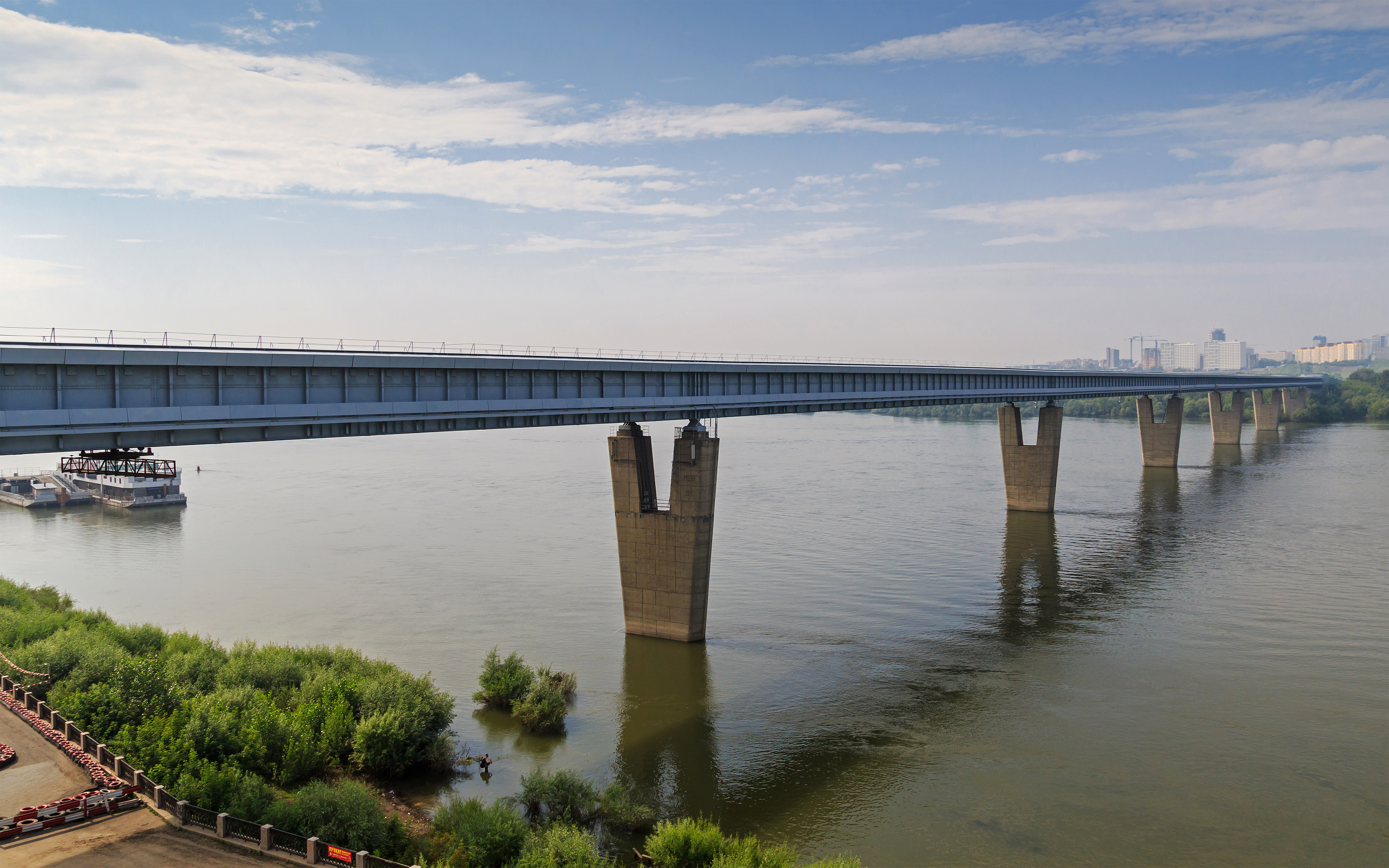
A novoszibirszki metróhíd az Ob fölött

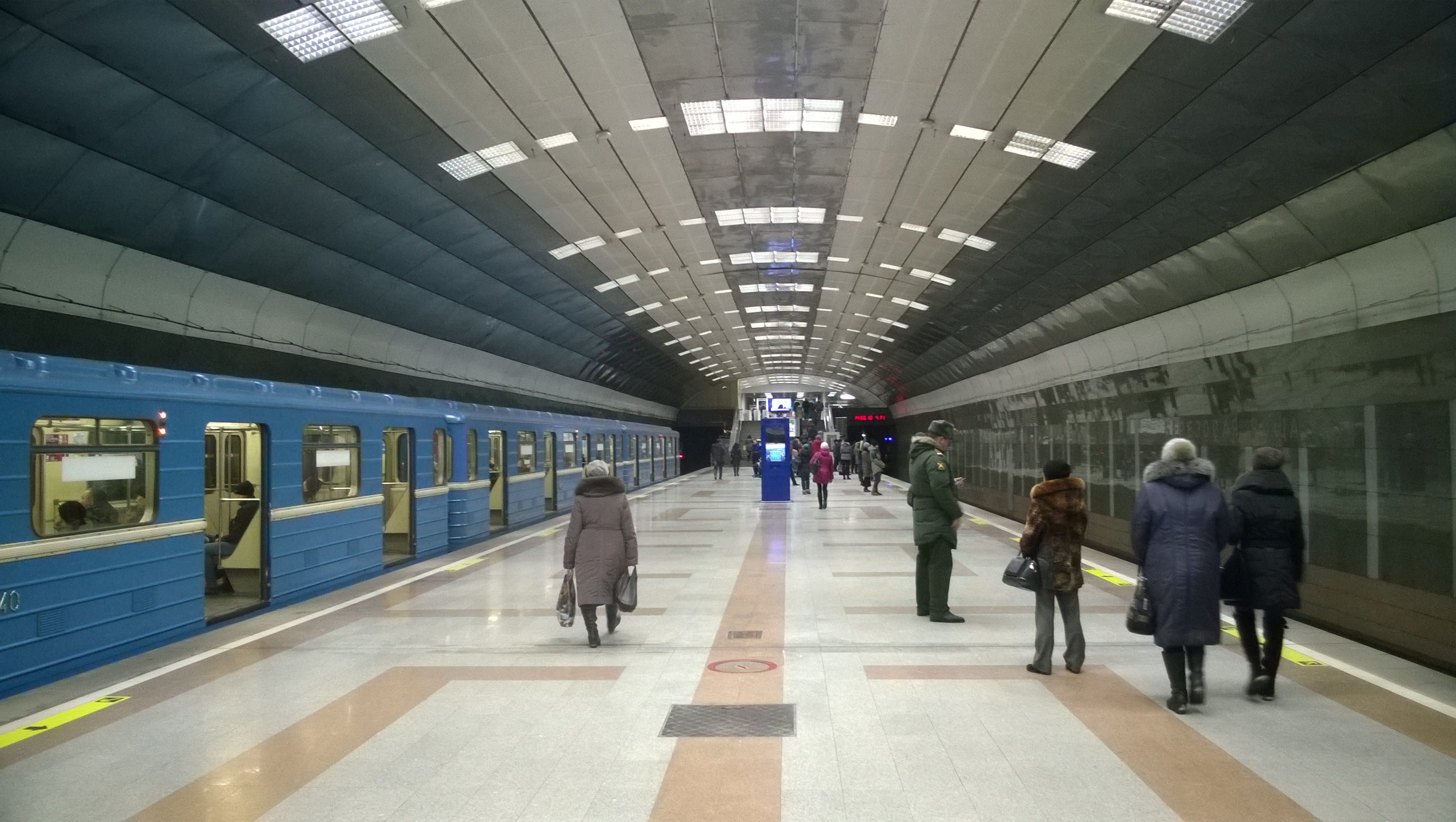
A Berjozovaja Roscsa állomás

## Vonalak
| #        | Név                          | Megnyitás éve | Legutóbbi állomás átadása | Hossz   | Állomások |
| -------- | ---------------------------- | ------------- | ------------------------- | ------- | --------- |
| 1        | Leninszkaja (Ленинская)      | 1986          | 1992                      | 10.5 km | 8         |
| 2        | Dzerzsinszkaja (Дзержинская) | 1987          | 2010                      | 5.5 km  | 5         |
| Összesen | Összesen                     | Összesen      | Összesen                  | 16 km   | 13        |

## Fordítás
Ez a szócikk részben vagy egészben  a   Novosibirsk Metro című angol Wikipédia-szócikk fordításán alapul.  Az eredeti cikk szerkesztőit annak laptörténete sorolja fel. Ez a jelzés csupán a megfogalmazás eredetét és a szerzői jogokat jelzi, nem szolgál a cikkben szereplő információk forrásmegjelöléseként.